# Jak and Daxter: The Lost Frontier
Jak and Daxter: The Lost Frontier är ett plattformsspel utvecklat av High Impact Games till Playstation Portable och Playstation 2.